# Campeonato Brasiliense de Futebol Feminino
O Campeonato Brasiliense de Futebol Feminino ou conhecido popularmente como "Candango Feminino" é o principal torneio de futebol feminino do Distrito Federal brasileiro e teve sua primeira edição em 1997. Seu maior campeão é o CRESSPOM. Até 2016, clube vencedor deste campeonato conquista um vaga para a Copa do Brasil. A partir de 2017, o melhor clube que não esteja disputando a Série A1 do Campeonato Brasileiro de Futebol Feminino ganha vaga para a Série A2.
Em 2017, o CRESSPOM, maior campeão da competição, desistiu de participar da competição.

## Lista de Campeãs

### Títulos por clube
| Clube               | Título                                        | Vice                                          | 3.º lugar                   | 4.º lugar             |
| ------------------- | --------------------------------------------- | --------------------------------------------- | --------------------------- | --------------------- |
| CRESSPOM            | 7 (2007, 2008, 2009, 2011, 2012, 2014 e 2015) | 4 (2010, 2013, 2016 e 2018)                   | 4 (2020, 2021, 2022 e 2024) | 3 (2006, 2019 e 2023) |
| Real Brasília       | 6 (2019, 2020, 2021, 2022, 2023 e 2024)       | —                                             | —                           | —                     |
| CFZ de Brasília     | 4 (2000, 2001, 2002 e 2003)                   | —                                             | —                           | —                     |
| Minas Brasília      | 3 (2016, 2017 e 2018)                         | 7 (2012, 2019, 2020, 2021, 2022, 2023 e 2024) | 1 (2015)                    | —                     |
| Apollo 4            | 2 (2004 e 2005)                               | —                                             | —                           | 1 (2008)              |
| ASCOOP              | 1 (2010)                                      | 1 (2008)                                      | 1 (2007)                    | —                     |
| Iate Clube [3]      | 1 (1999)                                      | 1 (1998)                                      | —                           | —                     |
| Capital-DF          | 1 (2013)                                      | 1 (2011)                                      | —                           | 1 (2022)              |
| Flamengo Tiradentes | 1 (1997)                                      | —                                             | —                           | —                     |
| ARUC                | 1 (1998)                                      | —                                             | —                           | —                     |
| Luziânia            | 1 (2006)                                      | —                                             | —                           | —                     |
| Guarany             | —                                             | 4 (2000, 2002, 2005 e 2007)                   | 2 (2003 e 2006)             | —                     |
| Ceilândia           | —                                             | 3 (1997, 2015 e 2017)                         | 1 (2019)                    | 3 (2016, 2018 e 2020) |
| Caeso               | —                                             | 3 (2001, 2003 e 2006)                         | —                           | —                     |
| Gama                | —                                             | 1 (1999)                                      | 2 (2016 e 2018)             | 1 (2017)              |
| São Sebastião       | —                                             | 1 (2014)                                      | 1 (2017)                    | —                     |
| Paranoá             | —                                             | 1 (2004)                                      | —                           | 1 (2007)              |
| Bandeirante         | —                                             | 1 (2009)                                      | —                           | —                     |
| LBJ                 | —                                             | —                                             | 1 (2008)                    | —                     |
| Sobradinho          | —                                             | —                                             | 1 (2023)                    | —                     |
| Cota Mil            | —                                             | —                                             | —                           | 1 (2003)              |
| Planaltina          | —                                             | —                                             | —                           | 1 (2015)              |
| Legião              | —                                             | —                                             | —                           | 1 (2021)              |
| Botafogo-DF         | —                                             | —                                             | —                           | 1 (2024)              |

### Títulos por localidade
| Localidade         | Título | Vice | 3.º lugar | 4.º lugar |
| ------------------ | ------ | ---- | --------- | --------- |
| Brasília           | 15     | 15   | 8         | 4         |
| Núcleo Bandeirante | 6      | 1    | —         | —         |
| Ceilândia          | 3      | 3    | 1         | 4         |
| Guará              | 1      | 4    | —         | —         |
| Gama               | 1      | 2    | 3         | 1         |
| Cruzeiro           | 1      | —    | —         | —         |
| Luziânia (GO)      | 1      | —    | —         | —         |
| São Sebastião      | —      | 1    | 1         | —         |
| Paranoá            | —      | 1    | —         | 2         |
| Planaltina         | —      | —    | —         | 1         |
| Cristalina (GO)    | —      | —    | —         | 1         |